# Полидект (пьеса)
«Полидект» (др.-греч. Πολυδέκτης) — трагедия древнегреческого драматурга Эсхила (первая половина V века до н. э.), третья часть тетралогии, посвящённой мифу о Персее. Её текст полностью утрачен.

## Сюжет и судьба пьесы
Заглавный герой трагедии — персонаж греческой мифологии, царь острова Сериф, на котором нашли приют Даная и её сын Персей. Полидект захотел жениться на Данае и, чтобы избавиться от её сына, отправил его на верную смерть — на бой с Медузой Горгоной. Однако Персей победил Медузу и неожиданно вернулся в то самое время, когда Полидект готовился к свадьбе. Персей показал голову Медузы участникам застолья, и все они, включая царя, превратились в камень. Предположительно это событие стало центральным в трагедии.
«Полидект» стал третьей частью тетралогии Эсхила, рассказывавшей о Персее. В сохранившихся источниках не упоминается пьеса, которая могла бы стать первой частью цикла (существует гипотеза, что это «Строители брачного терема», от которых остался один фрагмент). Во второй части, «Форкиды», Персей убивает Медузу, а четвёртая часть — сатировская драма «Тянущие невод». Текст «Полидекта» утрачен полностью: не сохранилось ни единого слова.